# Division No 2 (Alberta)
Pour les articles homonymes, voir Division No 2.

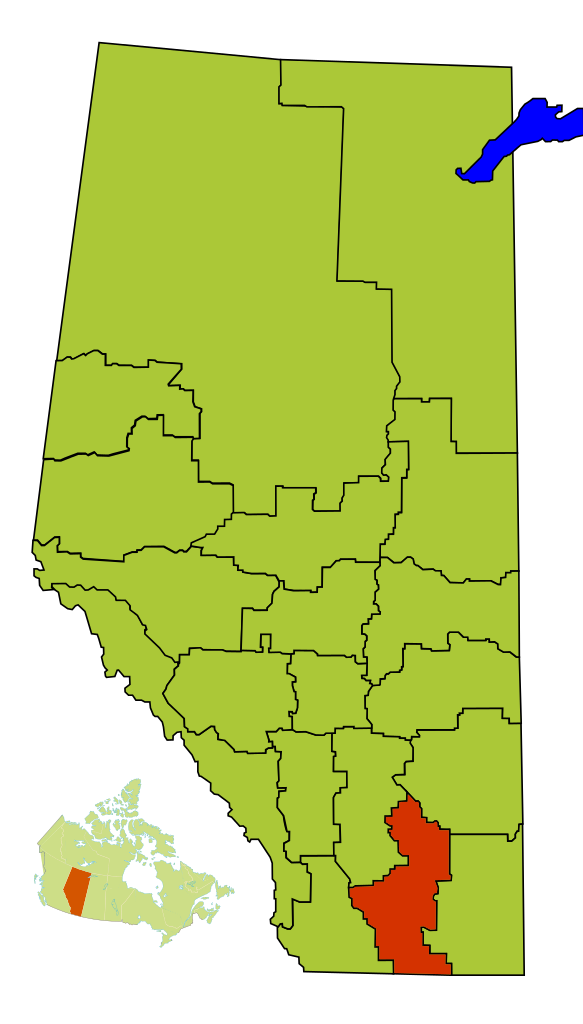
Carte de la division N°2

La Division No 2 est une division de recensement de 156,536 habitants en 2011, située dans la province d'Alberta, au Canada.